# Hybopsis winchelli
Hybopsis winchelli är en fiskart som beskrevs av Girard, 1856. Hybopsis winchelli ingår i släktet Hybopsis och familjen karpfiskar. Inga underarter finns listade i Catalogue of Life.